# Chromis amboinensis
Chromis amboinensis är en fiskart som först beskrevs av Bleeker, 1871.  Chromis amboinensis ingår i släktet Chromis och familjen Pomacentridae. Inga underarter finns listade i Catalogue of Life.